# Túpolev ANT-29
El Túpolev ANT-29 (designación militar DIP, Dvukhmotorny istrebitel pushechny, caza bimotor con cañón) fue un caza soviético bimotor armado con cañón de los años 30 del siglo XX, diseñado por Aleksandr Arkhangel'skiy y construido por Túpolev.

## Diseño y desarrollo
Los trabajos de diseño comenzaron en 1932 sobre un avión bimotor capaz de llevar dos cañones Kurchevski APK-8 de 102 mm. El diseño resultante fue el ANT-29 y voló por primera vez el 14 de febrero de 1935. Era un monoplano de ala baja con un fuselaje alto y estrecho, propulsado por dos motores M-100 (Hispano-Suiza 12Ybrs), con hélices tripala metálicas. El tren de aterrizaje era convencional con patín de cola, retrayéndose las unidades principales parcialmente en las góndolas motoras. El empenaje era cruciforme, con arriostramiento por cable. Los cañones estaban montados en la parte inferior del fuselaje, superpuestos, y, de forma poco usual, eran accesibles para la tripulación en vuelo para su recarga y mantenimiento. Para la salida de los proyectiles de compensación y los gases generados por los cañones sin retroceso, existía un difusor que sobresalía por la parte trasera del fuselaje, por debajo del timón. El resto de armamento consistía en dos ametralladoras fijas ShKAS de 7,62 mm en las raíces alares y otra más, flexible, en el compartimento trasero. Durante las pruebas, el avión demostró unas prestaciones razonables, pero era longitudinalmente inestable. El aparato no entró en producción.

## Especificaciones
Referencia datos: The History of Soviet Aircraft from 1918

### Características generales
- Tripulación: Tres
- Longitud: 13,2 m (43,3 ft)
- Envergadura: 19,2 m (63 ft)
- Superficie alar: 55,1 m² (593,1 ft²)
- Peso vacío: 3900 kg (8595,6 lb)
- Peso cargado: 5300 kg (11 681,2 lb)
- Planta motriz: 2× motor lineal V-12 refrigerado por líquido Hispano-Suiza 12Ybrs.
  - Potencia: 760 kW (1048 HP; 1033 CV) cada uno.
- Hélices: Tripala

### Rendimiento
- Velocidad máxima operativa (Vno): 352 km/h (219 MPH; 190 kt)

### Armamento
- Ametralladoras: 

  - 2x ShKAS de 7,62 mm fijas en las raíces alares
  - 1x ShKAS de 7,62 mm flexible de fuego trasero

- Cañones: 

  - 2x Kurchevski APK-8 de 102 mm superpuestos en el morro (sin retroceso)

## Aeronaves relacionadas

### Secuencias de designación
- Secuencia ANT-_ (interna de Túpolev): ← ANT-26 - ANT-27 - ANT-28 - ANT-29 - ANT-30 - ANT-31 - ANT-35 →